# Gleesh Place
«Gleesh Place» — п'ятий сингл американського репера King Von із його дебютного студійного альбому Welcome to O'Block, виданого на лейблах Only the Family та Empire Distribution. Є восьмим треком на платівці.
Gleesh із назви означає друга Вона з O'Block, будинок якого є частиною сету, де відбувається історія. «Gleesh Place» використано як семпл на «Do It for Von» у виконанні Booka 600, Memo600 та THF Zoo з компіляції Loyal Bros (2021).

## Опис
Перші кілька барів є частиною першого гуку і являють собою прості твердження, що висвітлюють деякі з тяжких та безжальних злочинів, які відбуваються в O'Block, нейборгуді, звідки Вон, Chief Keef і навіть Мішель Обама всі родом. По ходу куплету, ентузіазм і пристрасть Беннета постійно зростають. Починається викладення справжньої історії одного злочину, фактично починаючи з моменту, коли Вон когось пограбував. Він швидко заскочує до квартири свого приятеля Ґліша, де обоє усвідомлюють, що здобич становить близько 50 тис. доларів, та одразу ж починають фантазувати про всі речі, які вони збираються придбати на здобуті кошти. На це вказують рядки: «I'm posted in Parkway, fuck what the narcs say», «Just hit a quick stain, now I'm runnin' through gang ways / Jump the tall gate, hit a hallway / Ran to the fifth floor, now I'm at Gleesh place». Їхнє святкування обривається, коли поліція виламує двері. Після цього знову йде гук. Цим треком Беннетт показав, що все, про що він говорить у своїх піснях, є реальними речами, які відбуваються в його повсякденному житті, а не є виставлянням напоказ, аби справити враження на слухача.
Інструментал, спродюсований Wheezy, характеризується знаковими синтезаторами, які починаються м'яко, з низькою гучністю, а потім перетворюються на епічну основу для того, щоб Вон зійшов із рейок і виплеснув свою розповідь. Коли він вступає, додаткові синтезатори, ударні та чисті 808-мі також долучаються.
На думку Денні Адамса з Lyrical Lemonade «Gleesh Place» є ще одним прикладом того, чому King Von міг би бути таким же хорошим автором як і репером. Високу оцінку отримало і його оповідування як правдиве та захопливе, таке ж як і Вонова жорстока та агресивна поведінка. Адамс також вважав King Von найкращим оповідачем за всю історію чиказької дрил-сцени.

## Відеокліп
Режисер: Jerry Production. У кліпі присутні репери DqFrmDaO та Muwop. Знято в самому O'Block. Відтворені сцени розгортаються так, ніби вони відбуваються в реальному часі. Коли починається пісня й репер читає гук, він носить ланцюг з діамантами та дизайнерський одяг в оточенні своєї команди, яка курить самокрутки й відривається в такт музиці. Переходячи до свого куплету, Беннетт відтворює пограбування. Погрожуючи вогнепальною зброєю, Вон витягає пакет із чужої машини й дає дьору. Біжучи тротуаром, він добігає до дверей, в які заходить, піднімається сходами та врешті-решт прибуває до квартири Ґліша. Потім Вон висипає пакет на диван, показуючи гроші. Обоє святкують. Не минає багато часу, як двоє поліціянтів вриваються через вхідні двері, змушуючи приятелів кинутися навтьоки з квартири. Копи мають розгублений вигляд, один із них піднімається сходами нагору, а інший спускається вниз у пошуках Вона та Ґліша. На цьому відео закінчується.